# 巴瑞·勞德米爾克
巴瑞·迪恩·勞德米爾克（英語：Barry Dean Loudermilk，1963年12月22日—）是美國的一位政治人物。自2015年開始，他是喬治亞州第十一選舉區選出的美國眾議院議員。他的黨籍是共和黨。勞德米爾克在2014年11月4日的期中選舉中當選眾議院議員。